# Turleque (kommunhuvudort)
Turleque är en kommunhuvudort i Spanien.   Den ligger i provinsen Toledo och regionen Kastilien-La Mancha, i den centrala delen av landet, 90 km söder om huvudstaden Madrid. Turleque ligger 694 meter över havet och antalet invånare är 921.
Terrängen runt Turleque är platt, och sluttar österut. Runt Turleque är det ganska glesbefolkat, med 39 invånare per kvadratkilometer. Närmaste större samhälle är Consuegra, 15,4 km söder om Turleque. Trakten runt Turleque består till största delen av jordbruksmark.